# Piletocera ranalis
Piletocera ranalis là một loài bướm đêm trong họ Crambidae.